# 第二次世界大戦を題材とした作品一覧
第二次世界大戦を題材とした作品一覧（だいにじせかいたいせんをだいざいとしたさくひんいちらん）では、第二次世界大戦を題材とした創作物を列挙する。

## 手記・体験記
- 『きけ わだつみのこえ』1949年
- 会田雄次『アーロン収容所―西欧ヒューマニズムの限界』1962年
- アンネ・フランク『アンネの日記』
- 大岡昇平『俘虜記』1949年
- エーリヒ・ケストナー『終戦日記一九四五』1960年
- 加東大介『南の島に雪が降る』1961年
- 小松真一『虜人日記』1974年
- 山本七平『ある異常体験者の偏見』1974年
- 山本七平『私の中の日本軍』1975年
- 山本七平『一下級将校の見た帝国陸軍』1984年
- オットー・D・トリシャス『トーキョー・レコード　軍国日本特派員日記』中公文庫（上下）

## 回想録
- 芦田均『第二次世界大戦外交史』、『第二次世界大戦前史』－『芦田日記』もある
- 有田八郎『人の目の塵を見る 外交問題回顧録』
- サイモン・ヴィーゼンタール『ナチ犯罪者を追う』
- アルバート・ウェデマイヤー『第二次大戦に勝者なし－ウェデマイヤー回想録』
- 岡田啓介『岡田啓介回顧録』1950年
- 河辺虎四郎『市ヶ谷台から市ヶ谷台へ 最後の参謀次長の回想録』1962年
- ヘンリー・キッシンジャー『外交』1994年
- ハインツ・グデーリアン『電撃戦 グデーリアン回想録』
- ジョージ・F・ケナン『アメリカ外交50年』1952年、続編『ジョージ・F・ケナン回顧録』
- 重光葵『昭和の動乱』、『外交回想録』、『重光葵手記 （正・続）』
- 東郷茂徳『時代の一面』
- 迫水久常『機関銃下の首相官邸　二・二六事件から終戦まで』
- ウィンストン・チャーチル『第二次大戦回顧録』1953年
- 辻政信『十五対一―ビルマの死闘』1950年、『ガダルカナル』1975年
- カール・デーニッツ『10年と20日間：デーニッツ回想録』
- シャルル・ド・ゴール『戦争回想録』
- チェスター・ニミッツ『ニミッツの太平洋海戦史』
- バー・モウ『ビルマの夜明け―バー・モウ（元国家元首）独立運動回想録』1973年
- コーデル・ハル『ハル回顧録』中公文庫
- ジョセフ・グルー『滞日十年』ちくま学芸文庫（上下）
- ニキータ・フルシチョフ『フルシチョフ回想録』1972年
- ダグラス・マッカーサー『マッカーサー大戦回顧録』
- エーリヒ・フォン・マンシュタイン『失われた勝利：マンシュタイン回想録』
- エドウィン・O・ライシャワー『ライシャワー自伝』1986年
- アグネス・キース（英語版）『三人は帰った（英語版）[1]』1947年[2]
- レジナルド・ジョンストン『紫禁城の黄昏』1934年

## 小説
- 『荒鷲の要塞』アリステア・マクリーン、1967年
- 『生きてゐる兵隊』石川達三、1938年
- 『井上成美』阿川弘之、1986年
- 『イギリス人の患者』、マイケル・オンダーチェ、1992年
- 『オデッサ・ファイル』フレデリック・フォーサイス、1972年
- 『キャッチ=22』ジョーゼフ・ヘラー、1961年
- 『クワイ河の橋[3][4]』（『戦場にかける橋』）ピエール・ブール、1952年[5]
- 『黒い雨』井伏鱒二、1965年
- 『月光の夏』毛利恒之、1993年
- 『重力の虹』トマス・ピンチョン、1973年
- 『女王陛下のユリシーズ号』アリステア・マクリーン、1955年
- 『深海の使者』吉村昭、1974年
- 『シン・レッド・ライン』ジェームズ・ジョーンズ、1962年
- 『スローターハウス5』カート・ヴォネガット、1969年
- 『戦艦大和ノ最期』吉田満、1952年
- 『大脱走』ポール・ブリックヒル、1950年
- 『大地の子』山崎豊子、1991年
- 『太陽の帝国』J・G・バラード、1984年
- 『竹林はるか遠く-日本人少女ヨーコの戦争体験記』ヨーコ・カワシマ・ワトキンズ（朝鮮語版）、1986年
- 『地上より永遠に』ジェームズ・ジョーンズ、1953年
- 『夏の花』原民喜、1947年
- 『ナヴァロンの要塞』アリステア・マクリーン、1957年
- 『野火』大岡昇平、1951年
- 『灰とダイヤモンド』イェジ・アンジェイェフスキ、1946年
- 『針の眼』ケン・フォレット、1978年
- 『二つの祖国』山崎豊子、1983年
- 『不毛地帯』山崎豊子、1976年
- 『火垂るの墓』野坂昭如、1968年
- 『レイテ戦記』大岡昇平、1972年
- 『山本五十六』阿川弘之、1966年
- 『米内光政』阿川弘之、1978年
- 『夜と霧』V・E・フランクル、1946年
- 『鷲は舞い降りた』ジャック・ヒギンズ、1976年

## 漫画
- 『紫電改のタカ』ちばてつや、1963年
- 『ゼロ戦行進曲』貝塚ひろし、1967年
- 『総員玉砕せよ!』水木しげる、1973年
- 『はだしのゲン』中沢啓治、1972年
- 『ザ・コクピット』松本零士、1974年~1980年
- 『ジパング』かわぐちかいじ
- 『黒騎士物語』小林源文
- 『泥まみれの虎―宮崎駿の妄想ノート』宮崎駿

## ゲーム
主に日本国内で発売されている物。続編や関連作品は省略。リンク先を参照。

### シミュレーション
- Hearts of Iron（パラドックスインタラクティブ）
- パンツァージェネラル（en:Strategic Simulations）
- 提督の決断（コーエー（後のコーエーテクモゲームス））
- アドバンスド大戦略（セガ）
- 鋼鉄の騎士（ジェネラルサポート）
- 太平洋戦記（ジェネラルサポート）
- 空軍大戦略（システムソフト・アルファー）
- 太平洋の嵐（システムソフト・アルファー）
- 萌え萌え2次大戦(略)（システムソフト・アルファー）
- 第三帝国興亡記（マリオネット）
- 大帝国（アリスソフト）
- Silent Hunter

### リアルタイムストラテジー
- カンパニー・オブ・ヒーローズ（en:Relic Entertainment）
- サドンストライク（en:Cdv Software Entertainment）
- ブリッツクリーグ（en:Cdv Software Entertainment）
- Men of War
- R.U.S.E.
- Battlestations: Pacific　(RTS+シューティング)

### FPS
- Call of Duty（アクティビジョン）(World at Warのみ日本未発売)
- バトルフィールド1942（エレクトロニック・アーツ）
- バトルフィールド1943（エレクトロニック・アーツ））
- バトルフィールドV（エレクトロニック・アーツ）
- Wolfensteinシリーズ（id Software）
- コール オブ デューティ ワールド・アット・ウォー
- ブラザーインアームズ
- Rising Storm
- メダルオブオナー　ライジングサン
- メダルオブオナー　パシフィックアサルト
- Enlisted

### アクション
- パンツァーフロント（エンターブレイン）

### シューティング
- 1943 ミッドウェイ海戦（カプコン）
- War Thunder
- 蒼の英雄 Birds of Steel